# 블레이크 데이비스 (배우)
블레이크 데이비스(Blake Davis, 1991년 ~ )는 오스트레일리아의 배우이다.

## 출연 작품
- 그리고 파티는 끝났다 (2011)